# 12 인치 해안방어구포

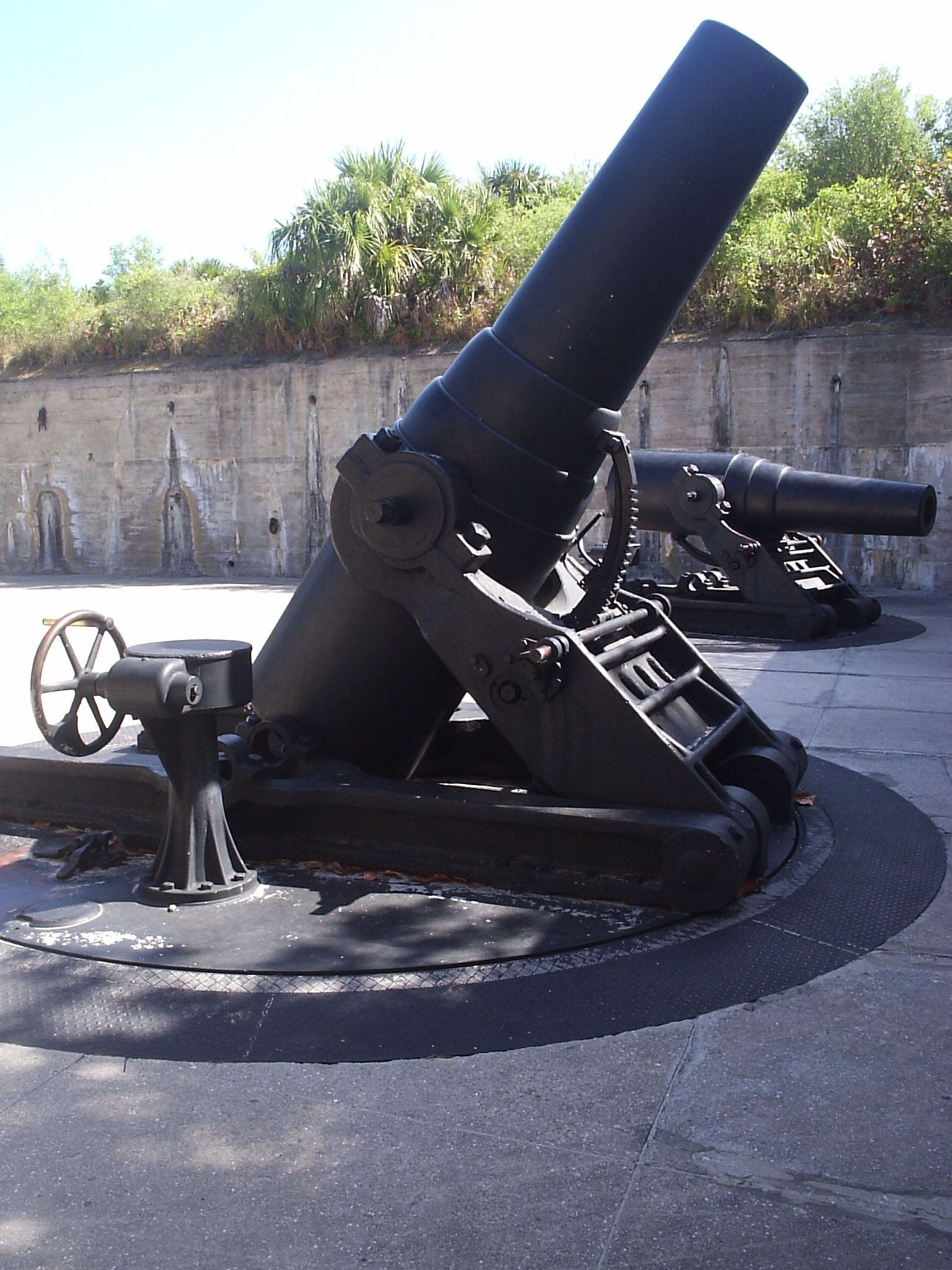

12 인치 해안방어구포(12-inch coast defense mortar)는 1890년대에서 20세기 초기에 걸쳐 미국 항구를 방어하기 위해 배치되었던 구경 12인치(305 밀리미터)의 거대한 무기이다.